# Rossana
Pour les articles ayant des titres homophones, voir Rosana et Rosanna.
Rossana (en français Rossane) est une commune italienne de la province de Coni dans la région Piémont en Italie.

## Administration
| Période                                  | Période | Identité | Étiquette | Qualité |
| ---------------------------------------- | ------- | -------- | --------- | ------- |
|                                          |         |          |           |         |
| Les données manquantes sont à compléter. |         |          |           |         |

### Hameaux
Lemma

### Communes limitrophes
Busca, Costigliole Saluzzo, Piasco, Valmala, Venasca